# Liste der Naturdenkmale in Berndroth
Die Liste der Naturdenkmale in Berndroth nennt die im Gemeindegebiet von Berndroth ausgewiesenen Naturdenkmale (Stand 20. Mai 2024).

## Naturdenkmale
| Nr.         | Bezeichnung | Lage                                       | Beschreibung                                                       | Bild            |
| ----------- | ----------- | ------------------------------------------ | ------------------------------------------------------------------ | --------------- |
| ND-7141-383 | Winterlinde | südöstlich des Ortes auf dem Friedhof Lage | Tilia cordata, um 1890 gepflanzt, 27 m hoch bei 1,24 m Durchmesser | Fotos hochladen |